# Albert Dadas
Pour les articles homonymes, voir Dadas.
Albert Dadas, (1860-1907) est une des premières personnes atteintes de la folie du fugueur, ou automatisme ambulatoire. Il est soigné à Bordeaux par le docteur Philippe Tissié qui évoque son cas dans sa thèse de médecine.

## Biographie
Albert Dadas est employé de la compagnie Gaz de Bordeaux dans les années 1880. Inconsciemment, il se lève certains matins et commence à marcher, puis à errer. Ses périples le mènent jusqu'à Paris, Nantes, Lyon, en Russie et même jusqu'en Algérie.
Philippe Tissié, jeune interne en psychiatrie du service du docteur Albert Pitres à l'hôpital Saint-André de Bordeaux, qui retient son cas pour illustrer le sujet de sa thèse de médecine soutenue en 1887 sous le titre : Les aliénés voyageurs : essai médico-physiologique. Il décrit la passion impulsive de son patient pour la marche et les voyages, sous forme d'errance, souvent sans papiers, accompagnée d'amnésie à chaque retour. Dadas est aussi examiné par Charcot et Gilles de la Tourette. Il est régulièrement interpellé par les gendarmes pour le délit de vagabondage. Il finit par se présenter lui même aux autorités comme le « voyageur aliéné de Tissié ».
Albert Dadas est en effet alors qualifié par la médecine de « fugueur pathologique », le premier du genre diagnostiqué. Son nom est retenu parmi les autres fous fugueurs, aux péripéties rocambolesques.
Aujourd'hui, la « folie du fugueur » a disparu de la nosographie médicale, ce qui amène certains chercheurs à penser que la folie est une construction sociale, c'est-à-dire qu'une maladie mentale n'existe que dans des conditions socio-historiques précises. Une fois que ces conditions ne sont plus présentes, cette forme de maladie mentale disparait. Cette théorie est défendue par Ian Hacking, professeur au Collège de France, qui a consacré un livre à la « folie du fugueur ».